# Jiangsu
Jiangsu (simplificeret kinesisk: 江苏, traditionel kinesisk: 江蘇, pinyin: Jiāngsū, Wade-Giles: Chiang-su) er en provins i Folkerepublikken Kina beliggende ved den østlige kyst. 
Navnet "Jiangsu" kommer fra Jiang, en forkortelse for byen Jiangning (i dag Nanjing), og su for byen Suzhou. Forkortelsen for denne provins er 苏 (Sū), det andet tegn i navnet.

## Administrativ inddeling
Jiangsu er inddelt i 13 enheder, 1 Subprovinsiel by og 12  byer på præfekturniveau:
| #  | Navn        | Hanzi    | Pinyin          | Administrationssæde | Type                  |
| -- | ----------- | -------- | --------------- | ------------------- | --------------------- |
| 1  | Nanjing     | 南京市   | Nánjīng Shì     | Xuanwu              | Subprovinsiel by      |
| 2  | Changzhou   | 常州市   | Chángzhōu Shì   | Zhonglou            | By på præfekturniveau |
| 3  | Huai'an     | 淮安市   | Huái'ān Shì     | Qinghe              | By på præfekturniveau |
| 4  | Lianyungang | 连云港市 | Liányúngǎng Shì | Xinpu               | By på præfekturniveau |
| 5  | Nantong     | 南通市   | Nántōng Shì     | Chongchuan          | By på præfekturniveau |
| 6  | Suqian      | 宿迁市   | Sùqiān Shì      | Sucheng             | By på præfekturniveau |
| 7  | Suzhou      | 苏州市   | Sūzhōu Shì      | Jinchang            | By på præfekturniveau |
| 8  | Taizhou     | 泰州市   | Tàizhōu Shì     | Hailing             | By på præfekturniveau |
| 9  | Wuxi        | 无锡市   | Wúxī Shì        | Chong'an            | By på præfekturniveau |
| 10 | Xuzhou      | 徐州市   | Xúzhōu Shì      | Yunlong             | By på præfekturniveau |
| 11 | Yancheng    | 盐城市   | Yánchéng Shì    | Tinghu              | By på præfekturniveau |
| 12 | Yangzhou    | 扬州市   | Yángzhōu Shì    | Guangling           | By på præfekturniveau |
| 13 | Zhenjiang   | 镇江市   | Zhènjiāng Shì   | Jingkou             | By på præfekturniveau |

De 13 områder inddelt i 106 enheder på amtsniveau (54 distrikter, 27 byer på amtsniveau, og 25 amter). Disse er igen inddelt i  1.488 enheder på fjerde niveau (1078 byer , 122 bydele, en etnisk bydel, og 287 subdistrikter.

## Myndigheder
Den regionale leder i Kinas kommunistiske parti er Lou Qinjian. Guvernør er Wu Zhenglong, pr. 2021.
- Wikimedia Commons har flere filer relateret til Jiangsu

33°N 120°Ø / 33°N 120°Ø